# دیکنسون (آلاباما)
دیکنسون (به انگلیسی: Dickinson) یک منطقهٔ مسکونی در ایالات متحده آمریکا است که در شهرستان کلارک، آلاباما واقع شده‌است.